# بریجواتر شرقی (ماساچوست)
بریجواتر شرقی، ماساچوست
بریجواتر شرقی(به انگلیسی: East Bridgewater) شهرکی در شهرستان پلیموت ایالت ماساچوست می‌باشد که در سال ۱۸۲۳ بنیان‌گذاری شده‌است. این شهرک در سرشماری سال ۲۰۱۰ میلادی، ۱۳٬۷۹۴ نفر جمعیت داشته‌است.